# Marjatta Kajosmaa
Ritva Marjatta Kajosmaa nata Sakki (Vehkalahti, 3 febbraio 1938) è un'ex fondista finlandese.

## Biografia
Selezionata per gli VIII Giochi olimpici invernali di Grenoble 1968 grazie ai due argenti (nella 5 km e nella 10 km) conquistati ai Campionati finlandesi di quell'anno, la Kajosmaa chiuse al quinto posto sia la 5 km sia la 10 km, mentre con la staffetta ottenne il quarto posto. Complessivamente, in carriera ha partecipato a tre edizioni dei Giochi olimpici invernali (Grenoble 1968, Sapporo 1972 e Innsbruck 1976), vincendo quattro medaglie.
Nel 1969 vinse la 5 km e la 10 km del Trofeo dell'Homenkollen, doppietta replicata nel 1972 e nel 1973; nella prestigiosa manifestazione di sci nordico ottenne inoltre un'altra vittoria nel 1971, nella 10 km.

## Palmarès

### Olimpiadi
- 4 medaglie, valide anche ai fini iridati:
  - 3 argenti (5 km, staffetta 3 × 5 km a Sapporo 1972; staffetta a Innsbruck 1976)
  - 1 bronzo (10 km a Sapporo 1972)

### Mondiali
- 2 medaglie, oltre a quelle conquistate in sede olimpica e valide anche ai fini iridati:
  - 1 argento (10 km a Vysoké Tatry 1970)
  - 1 bronzo (staffetta a Vysoké Tatry 1970)

## Riconoscimenti
L'atleta fu insignita della Medaglia Holmenkollen nel 1971 e per quattro anni consecutivi, dal 1969 al 1972, fu nominata "Atleta finlandese dell'anno".